# Partido Revolucionário Moderno
O Partido Revolucionário Moderno,  abreviado como PRM , é um partido político de centro, é o atual partido a cargo da presidência na República Dominicana, entre 2020-2024, e surgiu após uma nova divisão no seio do Partido Revolucionário Dominicano (PRD). Luis Abinader é o seu candidato presidencial, que foi eleito com 52,52% dos votos a nível nacional e reeleito com 57% dos votos em 2024, ambos os pleitos vencidos em primeiro turno.
Está localizada no centro do espectro político, cujo objetivo, autoproclamado, é guiar o povo dominicano para o desenvolvimento humano, garantindo a superação material e espiritual da população, num ambiente de democracia e igualdade.
Foi fundado em 9 de setembro de 2014 pelo empresário e atual presidente da República, Luis Abinader, e pelo engenheiro agrônomo e ex-presidente Hipólito Mejía, depois de uma crise ocorrida dentro do Partido Revolucionário Dominicano (PRD).
O PRM encabeçou a coalizão de mais de 10 partidos nas eleições gerais de 2016 na "Convergência Por um Melhor País". Em 4 de agosto de 2014, 34 deputados mudaram de afiliação partidária, saindo do PRD e indo para o PRM; em 7 de agosto somou-se mais um deputado ao PRM. O PRM, realizou a XVII Convenção Nacional Extraordinária "Ana María Acevedo", em 26 de abril de 2015, que resultou na escolha de Luis Abinader como candidato a presidência, e de Carolina Mejía como candidata a vice-presidência.

Durante a primeira participação em eleições gerais na República Dominicana, o PRM obteve 34.98% dos votos a nível presidencial, elegeu 1 senador e 42 deputados a nível congressual e 30 prefeituras a nível municipal, conseguindo tornar-se o principal partido de oposição e o segundo mais votado, desbancando o Partido Revolucionário Dominicano (PRD).
Nas eleições municipais de 16 de março do 2020, o PRM e Aliados, obtiveram 81 prefeituras, sendo o agrupamento político que mais votos conseguiu. Ademais nas eleições presidenciais de 5 de julho do 2020, venceu as eleições presidenciais com o 52.52% dos votos, sendo eleito o candidato presidencial, Luis Abinader, e a candidata vicepresidencial, Raquel Peña,  obtendo ainda maioria no congresso nacional, com 19 senadores e 91 deputados.